# Moliniana
Moliniana fue una revista científica internacional de botánica editada por el Instituto de Botánica de la Universidad de Chile. Se publicó como tres volúmenes, en 1955, 1962 y 1966. La revista lleva el nombre de botánico chileno Juan Ignacio Molina.

## Escritores
- Hugo Gunckel Luer
- Gualterio Looser
- Luisa Eugenia Navas
- Carl Skottsberg
- Elena Gautier
- Luis F. Capurro
- Jorge Escudero
- Yolanda Hamuy
- Ida Latorre
- Maria Licuime
- Moisés Díaz Hafemann